# Прибојешти (Мехединци)
Прибојешти (рум. Priboiești) насеље је у Румунији у округу Мехединци у општини Хусничоара. Oпштина се налази на надморској висини од 343 m.

## Становништво
Према подацима из 2002. године у насељу је живело 103 становника, од којих су сви румунске националности.